# HD 148937
HD 148937 est une étoile binaire formée de deux étoiles chaudes et massives de type spectral B9IV situé à environ 3800 Années-lumière du système solaire en direction de la constellation de la Règle.

## Formation
HD 148937 se trouve au cœur de la nébuleuse Œuf de Dragon, NGC 6164/6165.
Cette étoile binaire a été de longue date une énigme : la différence d'âge des deux étoiles de la binaire et leur grande masse dont une magnétique. En avril 2024, un communiqué de presse de l'ESO "résout ce mystère stellaire" en analysant neuf années de données des instruments Pionier et Gravity de l'interféromètre du VLT de l'ESO ainsi des données d’archives de l’instrument FEROS de l’Observatoire de La Silla de l’ESO. Il en ressort que le système stellaire formait auparavant un trio. Il y a environ 2,6 millions d'années deux étoiles ont collisionné de manière violente pour fusionner en une étoile magnétique plus jeune. Cette collision a éjecté gaz et poussière de l'étoile pour former la nébuleuse Œuf de Dragon en forme d'haltère.

## Caractéristiques
HD 148937 est un système stellaire de 3 à 4 millions d'années comprenant deux étoiles, une magnétique apparemment plus jeune de 1,5 million d'années que la seconde non magnétique. Les deux étoiles sont massives et entourées par la nébuleuse NGC 6164/6165, ce qui est un phénomène rare,. La nébuleuse est âgée de 7500 ans ce qui est plusieurs centaines de fois plus jeune que la binaire.
Elle est de type spectral B9IV, elle génère plus d'énergie que le Soleil, sa luminosité est de 2170.